# Neodymi(III) hydroxide
Neodymi(III) hydroxide là một hợp chất vô cơ có công thức hóa học Nd(OH)3. Chất rắn màu trắng hồng đến tím này không tan trong nước.

## Điều chế
Neodymi(III) nitrat và dung dịch amoni hydroxide sẽ phản ứng để tạo ra neodymium(III) hydroxide.
Nd(NO3)3 + 3 NH3·H2O → Nd(OH)3↓ + 3 NH4NO3
Nếu lượng Nd(NO3)3 là 40 g/L thì lượng amoni hydroxide cần dùng là 0,50 mol/L. Amoni hydroxide được trộn vào dung dịch Nd(NO3)3 với tốc độ 1,5 mL/phút với polyethylen glycol được sử dụng để kiểm soát pH. Quy trình sẽ tạo ra bột neodymium(III) hydroxide có kích thước hạt ≤ 1 μm.

## Tính chất vật lý
Neodymi(III) hydroxide có thể tạo thành kết tủa màu hồng đến tím hoặc trắng, không tan trong nước. Cấu trúc của Nd(OH)3 giống UCl3, thuộc hệ tinh thể lục phương, nhóm không gian P63/m, các hằng số mạng tinh thể a = 0,6418 nm, c = 0,3743 nm, α = 90°, γ = 120°.

## Tính chất hóa học
Neodymium(III) hydroxide có thể phản ứng với acid, tạo ra muối neodymi(III):
Nd(OH)3 + 3 H + → Nd3+ + 3 H2O
Ví dụ, để tạo ra neodymi(III) acetat:
Nd(OH)3 + 3 CH3COOH → Nd(CH3COO)3 + 3 H2O